# JS Kaga (DDH-184)
JS Kaga (DDH-184) là một tàu sân bay trực thăng (chính thức phân loại của Nhật Bản là một tàu khu trục máy bay trực thăng) và chiếc thứ hai trong lớp tàu khu trục Izumo của Lực lượng Tự vệ Biển Nhật Bản. Tàu được đặt tên theo tỉnh Kaga (加賀国 Kaga no kuni) mà ngày nay là tỉnh Ishikawa.
Con tàu mang cùng tên và gần như cùng chiều dài như tàu sân bay Kaga, từng phục vụ trong hải quân Nhật Bản trong Thế chiến thứ 2. Tàu này bị tấn công trong Trận Midway và chìm gần Midway.

## Chế tạo

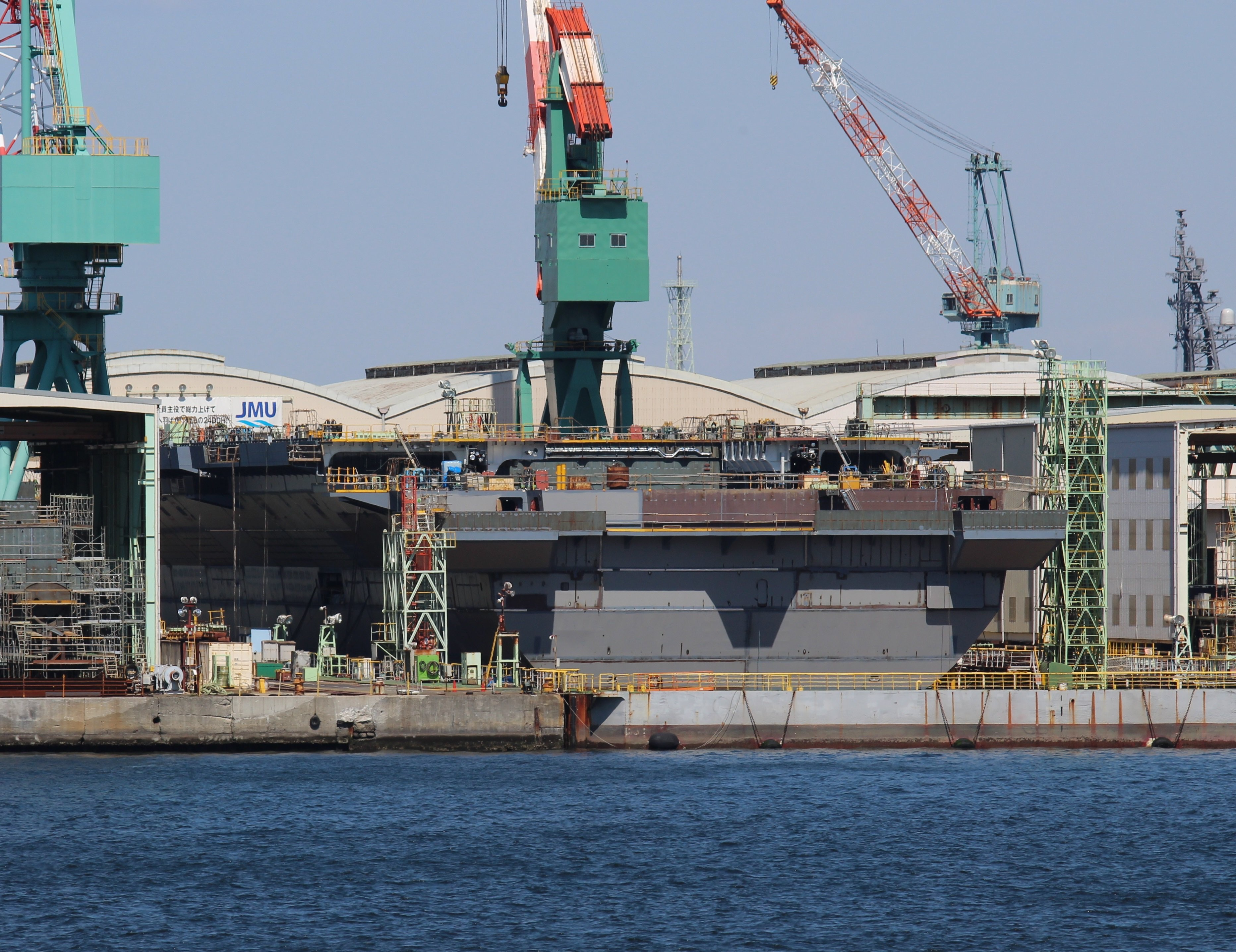
Đang được xây dựng vào tháng ba, 2015

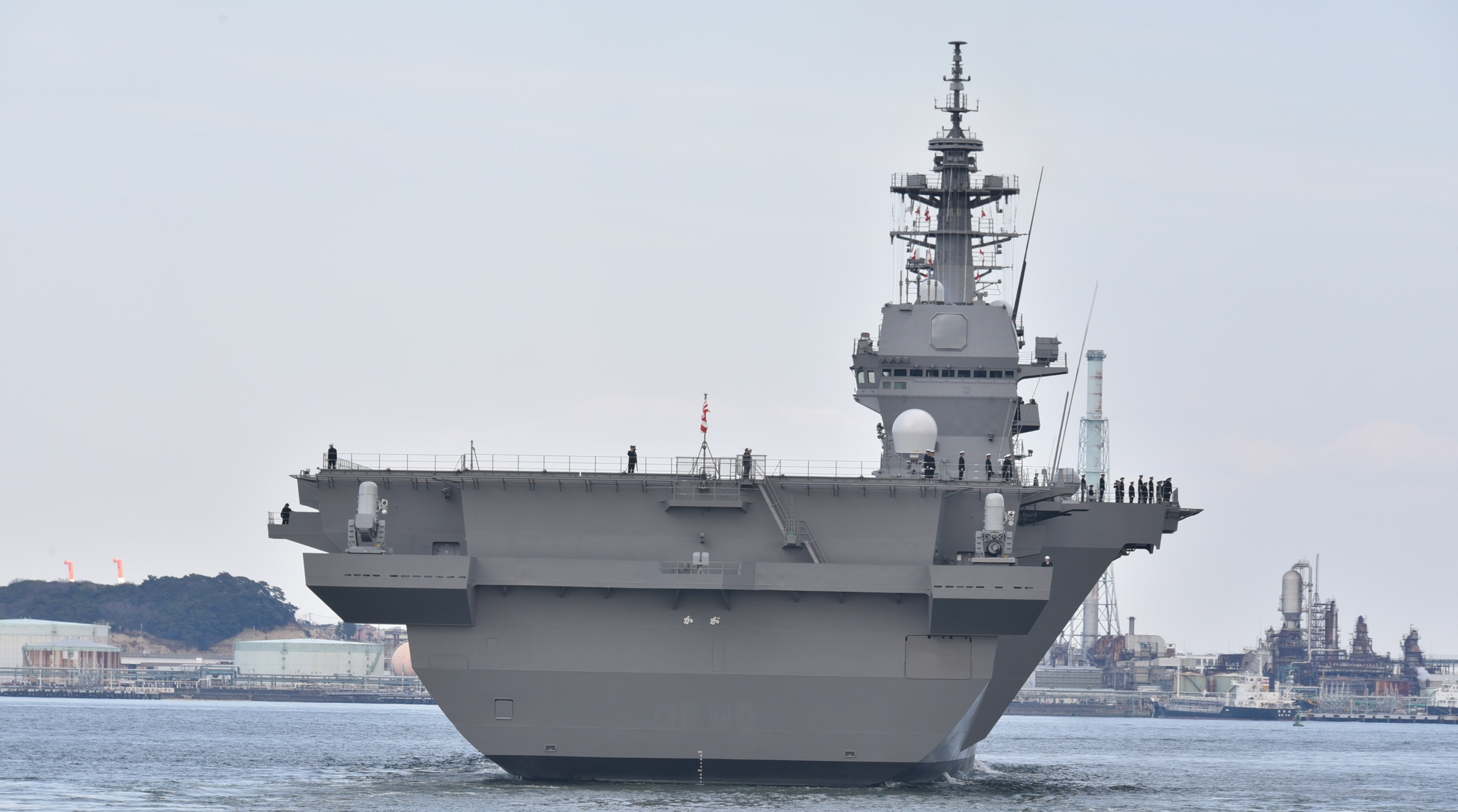

Kaga được dự định để thay thế sự cũ kỹ của tàu JS Kurama DDH-144 (Tàu khu trục lớp Shirane), 
dựa trên kế hoạch được đưa ra trong Kế hoạch bảo trì năng lực quốc phòng trung hạn 23 để đóng một tàu khu trục trực thăng 19.500 tấn. Việc đóng tàu đã bắt đầu tại nhà máy Yokohama Japan Marine United vào ngày 7 tháng 10 năm 2013 và con tàu được hạ thủy vào 27 tháng 8 năm 2015 và được nhập biên chế vào tháng 3 năm 2017. Chi phí đóng con tàu trị giá 115,5 tỷ Yên (~1 tỷ USD).

## Đặc điểm

### Mang trực thăng
Con tàu có thể chứa 28 máy bay, hoặc 14 máy bay lớn hơn. Tuy nhiên, chỉ có 7 máy bay trực thăng chống tàu ngầm và 2 máy bay trực thăng tìm kiếm cứu hộ được lên kế hoạch cho bổ sung máy bay lúc bình thường. Đối với các hoạt động khác, 400 quân và 50 xe tải 3.5 tấn (hoặc trang thiết bị tương đương) cũng có thể được vận chuyển. Boong sân bay có 5 vị trí trực thăng cho phép đổ bộ hoặc hạ cánh khẩn cấp.
Trong năm 2010, Dự báo Quốc tế báo cáo rằng một số tính năng thiết kế được dự định để hỗ trợ máy bay cánh cố định như Bell-Boeing V-22 Osprey và Lockheed Martin F-35 Lightning II; mặc dù Bộ Quốc phòng Nhật Bản cũng như Lực lượng Phòng vệ Biển Nhật Bản đã đề cập đến khả năng giới thiệu máy bay cánh cố định. Con tàu không có những đặc điểm điển hình cho việc phóng máy bay cánh cố định. Nếu các tàu lớp Izumo vận hành máy bay cánh cố định, nó sẽ được giới hạn trong các máy bay STOVL (cất cánh ngắn, thẳng đứng), chẳng hạn như F-35B

### Hệ thống phòng thủ
Con tàu được trang bị 2 Phalanx CIWS và 2 SeaRAM để tự bảo vệ